# Greatest Hits (album Budki Suflera)
Greatest Hits – kompilacyjny album zespołu Budka Suflera z 1992 roku. Była to pierwsza kompilacja w historii zespołu zawierająca wyłącznie utwory nagrane wcześniej (na 1974–1984 również zamieszczono starsze utwory, jednak nagrane ponownie w lepszych warunkach technicznych).

## Lista utworów
1. „Sen o dolinie” – 3:50
2. „Cień wielkiej góry” – 6:25
3. „Jest taki samotny dom” – 4:10
4. „Memu miastu na do widzenia” – 2:58
5. „Nie wierz nigdy kobiecie” – 5:01
6. „Za ostatni grosz” – 5:05
7. „Jolka, Jolka pamiętasz” – 6:30
8. „Cały mój zgiełk” – 5:12
9. „Ratujmy co się da” – 4:30
10. „To nie tak miało być” – 6:22
11. „Pieśń niepokorna” – 5:15
12. „Czas czekania – czas olśnienia” – 9:40